# Betulodes antennatissima
Betulodes antennatissima là một loài bướm đêm trong họ Geometridae.